# Portada/efemèride abril 27
Imatge del pàdoc del circuit de Montjuïc.
« 26 d'abril · 27 d'abril · 28 d'abril »